# Buckower Rosentage
Die Buckower Rosentage sind ein mehrtägiges Stadtfest rund um die Rose, das seit 1965 jährlich im Juni in der Kurstadt Buckow (Märkische Schweiz) stattfindet. Das Fest wird von dem Verein Buckower Rosentage e. V. organisiert.

## Geschichte

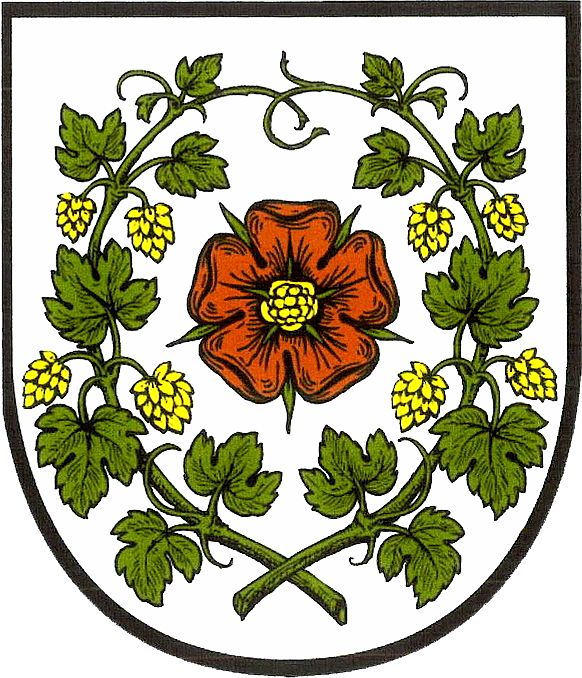
Buckower Wappen: im Zentrum der Hopfenranken eine Rose

Die Buckower Rosentage finden seit 1965 in Buckow statt. Der Name des Festes ist historisch begründet und eng mit der Entstehung des Buckower Wappens beziehungsweise mit der Wirtschaftsgeschichte der Kurstadt verbunden. Ursprünglich wurde in Buckow zwischen dem 16. und 19. Jahrhundert Hopfen angebaut. Aufgrund einer Mehltau-Plage wurde der Hopfen jedoch vernichtet. Auf der Suche nach einer neuen Einnahmequelle begannen die Buckower entlang ihrer Straßen Rosen zu züchten. Die Buckower Rosenzucht war Mitte des 19. Jahrhunderts so erfolgreich, dass sogar die königlichen Gärten beliefert wurden. Aufgrund dieser historischen Entwicklung wird seit fast 45 Jahren dieses Fest gefeiert.
Einen Vorläufer der Rosentage bildete das Rosenfest, von dem eine Zeitzeugin 1936/37 berichtet:

„Das jährlich stattfindende Buckower Rosenfest war ein ganz besonderes Erlebnis. Die zahlreichen Besucher aus Berlin machten das Städtchen zu einer Sardinenbüchse. Der Marktplatz wurde festlich geschmückt und die Gastwirte stellten ihre Stühle und Tische nach draußen. Aus Brettern wurde auf dem Kopfsteinpflaster eine große Tanzdiele improvisiert und abgesperrt. Wenn dann die Buckower Blaskapelle ‚Sprokow‘ zum Tanz aufspielte, schwangen die Gäste […] gern ihr Tanzbein. Auch die Badeanstalt am Schermützelsee war herausgeputzt. Wir Schülerinnen des ‚Kothaneums‘ hatten einen Tanz einstudiert, ein Menuett von Luigi Boccherini. […] Am Abend […] schwebten wir zu den Klängen von Boccherini den Strand entlang. […] Am späten Abend gab es ein Feuerwerk, das den Schermützelsee in einem romatischen Licht erschienen ließ.“

## Rosenkönigin
Jedes Jahr wird eine Rosenkönigin gewählt, die während der Festtage repräsentative Aufgaben übernimmt. Zu ihren Aufgaben gehören beispielsweise die Eröffnung der Buckower Rosentage, die Eröffnung der Heldenspiele und schließlich die Beendigung der Buckower Rosentage. Weiterhin ist es ihre Pflicht, jeder Besucherin der Buckower Rosentage eine Rose zu überreichen. Im Jahr 2006 wurde der Verein Club der Rosenköniginnen von ehemaligen Buckower Rosenköniginnen gegründet. Es obliegt ihnen, die nächste Rosenkönigin auszuwählen und während der Festtage zu beraten und zu unterstützen.

## Das Programm
Die Buckower Rosentage beginnen jedes Jahr mit einem Festumzug, bei dem sich die lokalen Vereine und auch Vereine der Umgebung, wie beispielsweise der Strausberger Fanfarenzug präsentieren. Anschließend eröffnet die Rosenkönigin auf dem Balkon des Rathauses, begleitet von den Buckower Kanonieren. Neben den historischen Heldenspielen, gehört das Höhenfeuerwerk über dem Buckowsee zu den Highlights. Im Stadtpark oder am Markt ist eine „Schlemmermeile“ aufgebaut. Für die jugendlichen Besucher findet am Freitag und am Samstag eine Diskothek im Festzelt statt. Am Sonntagabend werden die Buckower Rosentage durch die Buckower Kanoniere und die Rosenkönigin beendet.